# Кртице
Кртице (лат. Talpidae) су породица сисара из групе бубоједа (Insectivora). Ова породица обухвата углавном фосоријалне врсте (воде подземан начин живота) које насељавају Азију, Европу и Северну Америку. Спадају у примитивније сисаре.
Неке врсте су делом и водене, као што су Десмани. Имају цилиндрична тела прекривена црним крзном са малим или покривеним очима и генерално се не служе видом, док им уши нису видљиве. Хране се малим бескичмењацима који такође живе испод земље. На подручју Евроазије и Америке се налази 35 врста. Кртице се погрешно сматрају штеточинама: не једу корене биљака већ инсекте и наметнике, а копањем мешају хумус. Једини су проблем накупине земље када изађу на површину.
Прве кртице су еволуирале од животиња налик ровчицама које су се прилагодиле копању касно у еоцену у Европи. Eotalpa anglica је најстарија позната кртица, откривена је у касним еоценским наслагама басена Хемпшира, Велика Британија. Верује се да су најпримитивније постојеће кртице налик ровчици, док су се друге врсте прилагодиле даље у подземном окружењу, а у неким случајевима и на водени начин живота.

## Особине
Кртице су животиње тамне боје и цилиндричног облика тела. Величина им варира од веома малих врста, као што је Neurotrichus gibbsii (северноамеричка кртица) дугачка само 2,4 cm и масе 12 грама до знатно већих, као што је Desmana moschata (руски дезман) дугачка 18–22 cm и масе 550 грама. Крзно варира од врсте до врсте, али је увек густо и кратко.
Задњи екстремитети кртица су прилагођени за копање, а на прстима се налазе канџе. Код дезмана су прсти спојени и прилагођени пливању. Већина врста има кратак врат, међутим код дезмана је издужен.
Већина врста има мале очи које су редуковане, али само неколико врста је потпуно слепо. Очи се могу налазити испод коже и тада је врста слепа, али и даље остаје очувана очна јабучица и очни нерв (лат. nervus opticus). Talpidae имају добро развијено чуло додира, али плен проналазе и користећи чуло мириса и слуха.
Ово су инсективорни организми и углавном се хране глистама из земље и ларвама инсеката. Имају релативно неспецијализован зубни систем са следећом зубном формулом:
| Дентиција     |
| ------------- |
| 2-3.1.3-4.3   |
| 1-3.0-1.3-4.3 |

## Класификација
Породица кртице (Talpidae) се састоји из три потпородице, 17 родова и 51 врсте.
- Потпородица Uropsilinae
  - Род Uropsilus
- Потпородица Scalopinae
  - Племе Condylurini
    - Род Condylura

  - Племе Scalopini
    - Род Parascalops
    - Род Scalopus
    - Род Scapanulus
    - Род Scapanus
- Потпородица Talpinae
  - Племе Talpini
    - Род Euroscaptor
    - Род Mogera
    - Род Parascaptor
    - Род Scaptochirus
    - Род Talpa

  - Племе Scaptonychini
    - Род Scaptonyx

  - Племе Desmanini
    - Род Desmana
    - Род Galemys

  - Племе Urotrichini
    - Род Dymecodon
    - Род Urotrichus

  - Племе Neurotrichini
    - Род Neurotrichus

## Однос са људима
Све врсте из породице Talpidae класификоване су као „забрањени нови организми“ према новозеландском Закону о опасним супстанцама и новим организмима из 1996. године, што спречава њихов увоз у земљу.